# 56957 Seohideaki
56957 Seohideaki este un asteroid din centura principală de asteroizi.

## Descriere
56957 Seohideaki este un asteroid din centura principală de asteroizi. A fost descoperit pe 24 septembrie 2000 la Bisei Spaceguard Center în cadrul programului BATTeRS. Asteroidul prezintă o orbită caracterizată de o semiaxă mare de 2,79 ua, o excentricitate de 0,08 și o înclinație de 11,9° în raport cu ecliptica.